# Ojo Loco
Pour les articles homonymes, voir Ojo (homonymie) et Loco.
Le festival Ojoloco est un festival de cinéma ibérique et latino-américain créé en 2013 par l'association Fa Sol Latino. Le festival se déroule en mars à Grenoble en partenariat avec le cinéma Le Méliès, et la cinémathèque de Grenoble depuis la deuxième édition du festival.

## Le festival
Ojoloco propose une programmation variée chaque année : une quarantaine de films (comédie, fiction, documentaire, courts-métrages...), une quinzaine de pays représentés (Espagne, Chili, Cuba, Uruguay, Venezuela...), des rencontres avec des invités et des réalisateurs, des projections inédites de films ou des reprises, des films en compétition pour le prix du public. 
Depuis 2016, Ojoloco élargit sa programmation au cinéma portugais en projetant pour l'ouverture du festival le film John From de João Nicolau ; et un invité d'honneur est convié pendant une semaine, le réalisateur cubain Juan Padrón.
La presse locale et régionale en parle comme la chaine France 3 Alpes, Le Petit Bulletin, ou 20 minutes.

## Les prix du public

### 2015

#### Prix du meilleur long-métrage
Conducta d'Ernesto Daranas (2014 - Cuba)

### 2016

#### Prix du meilleur court-métrage
La buena fe de Begoña Soler (2014 - Espagne)

#### Prix du meilleur documentaire
Juanicas de Karina Garcia Kasanova (2015 - Mexique / Québec)

#### Prix du meilleur film de fiction
Amama d'Asier Altuna (2015 - Espagne / Pays Basque)